# Cájar (kommunhuvudort)
Cájar är en kommunhuvudort i Spanien. Den ligger i provinsen Provincia de Granada och regionen Andalusien, i den södra delen av landet, 400 km söder om huvudstaden Madrid. Cájar ligger 725 meter över havet och antalet invånare är 4 002.
Terrängen runt Cájar är kuperad österut, men västerut är den platt. Runt Cájar är det ganska tätbefolkat, med 65 invånare per kvadratkilometer. Närmaste större samhälle är Granada, 6,7 km norr om Cájar. Trakten runt Cájar består till största delen av jordbruksmark.